# Bewegung der nationalen geistigen Mobilisierung

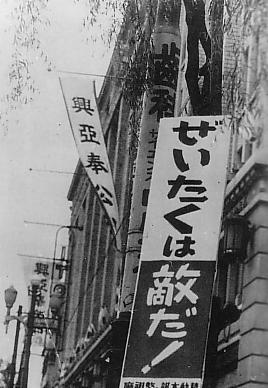
„Luxus ist unser Gegner“: Plakat der Bewegung der nationalen geistigen Mobilisierung

Die Bewegung der nationalen geistigen Mobilisierung (jap. 国民精神総動員運動 Kokumin Seishin Sōdōin Undō) war eine Organisation des Kaiserreichs Japan als Teil der Kontrollen von zivilen Organisationen. Sie fußte auf dem Nationalen Mobilisierungsgesetz, eingeführt von Premierminister Konoe Fumimaro.
Im Oktober 1937 wurden Vertreter von 74 nationalistischen Organisationen zusammengerufen und ihnen mitgeteilt, dass ihre Institutionen nun Teil des Zentralen Bundes der Bewegung der nationalen geistigen Mobilisierung seien und unter dem Kommando von Admiral Arima Ryōkitsu, des Innenministeriums und des Bildungsministeriums stünden. Die Absicht der Bewegung war es, die Nation für einen totalen Krieg gegen China während des zweiten Japanisch-Chinesischen Kriegs vorzubereiten. Konoe wies später weitere 19 Organisationen an, der Bewegung beizutreten. Sie war wie viele andere Bewegungen auch ein Teil der Neuen Ordnung (Shintaisei), welche am 3. November 1938 verkündet wurde.
Neben öffentlichen Ausrufen zu mehr Patriotismus, führte die Bewegung verschiedene feste Programme durch wie der Steigerung der Produktionsleistung für die Nation, der Steigerung der Ernten für die Nation und der Freiwilligen Studentengruppe zum dienen der  Nation. Sie war Teil einer Politik der Shōwa-Regierung, hin zu einer stärkeren Überwachung, welche 1936 mit der Bildung des Kabinettausschusses für Informationen begonnen wurde und welcher zwei offizielle Magazine herausgab: Shūhō (Wochenschau) ab November 1936 und Shashin Shūhō (Illustrierte Wochenschau). Zweck dieser Magazine war es „zu garantieren, dass der Inhalt der von der Regierung eingeführten Gesetze der breiten Öffentlichkeit bekannt gemacht und von dieser richtig verstanden wird“.
Konoes Nachfolger, Premierminister Hiranuma Kiichirō, unterstellte die Bewegung im Januar 1939 General Sadao Araki, welcher ihre Aktivitäten ausweitete, indem sie nun öffentliche Veranstaltungen, Radioprogramme, gedruckte Propaganda und Diskussionsseminare im Rahmen der Tonarigumi organisierte. Berühmte Persönlichkeiten wurden angeworben, um der Bevölkerung die Tugenden der Sparsamkeit, Hygiene, der harten Arbeit und des Patriotismus nahezubringen.
Die Bewegung wurde am 20. Dezember 1945 von den amerikanischen Besatzungsbehörden nach der Kapitulation Japans offiziell aufgelöst.